# 18092 Reinhold
18092 Reinhold è un asteroide della fascia principale. Scoperto nel 2000, presenta un'orbita caratterizzata da un semiasse maggiore pari a 2,8388248 UA e da un'eccentricità di 0,0902883, inclinata di 0,99515° rispetto all'eclittica.